# (2579) Spartacus
(2579) Spartacus est un astéroïde de la ceinture principale.

## Description
(2579) Spartacus est un astéroïde de la ceinture principale. Il fut découvert par Nikolaï Tchernykh le 14 août 1974 à Nauchnyj. Il présente une orbite caractérisée par un demi-grand axe de 2,21 UA, une excentricité de 0,075 et une inclinaison de 5,77° par rapport à l'écliptique.
Il fut nommé en hommage à Spartacus, esclave et gladiateur d'origine thrace, principal chef des révoltés lors de la Troisième Guerre servile en Italie entre 73 et 71 av. J.-C.

## Compléments